# Herbert Landon
Landon je postava superpadoucha z komiksového světa X-Men. Vlastním jménem dr. Frank Landon. Vznikl tak, že spadl do kyseliny na hubení mutantů, celá polovina jeho těla má tak mutantí DNA.

## Historie & vznik
Odjakživa nenáviděl všechny lidi byť s nepatrnou změnou DNA. O to více pak i mutanty, nebo jakýkoliv náznak, co by s nimi jen úzce souviselo. Celý svůj život zasvětil práci na výrobě roztoku, který by vyhladil rasu mutantnů jednou provždy. Tento projekt začínal společně s Dr. Henry McCoyem, ten sám se však později při nehodě stal mutantem, známým pod přezdívkou Beast. Landon byl ale tak posedlý zahubení všeho nepřirozeného, že opomněl účinky všech jeho produktů na normálního člověka. Paradoxně, když pak do kyseliny spadl, stal se tím, co ve svém životě nejvíce nenáviděl. Za honbou v dychtivé pomstě žijíce v přesvědčení, že za všechny jeho útrapy mohou X-Meni a Spiderman, se dal do služeb Kingpina, aby je mohl zničit. 